# .va
.va è il dominio di primo livello nazionale assegnato alla Santa Sede.
Tra i fautori della creazione del dominio figura l'arcivescovo John Patrick Foley.